# ناثان براكيت
ناثان براكيت (بالإنجليزية: Nathan Brackett)‏ هو صحفي أمريكي، ولد في 28 ديسمبر 1968.